# Pseudonicsara taliabu
Pseudonicsara taliabu är en insektsart som beskrevs av Sigfrid Ingrisch 2009. Pseudonicsara taliabu ingår i släktet Pseudonicsara och familjen vårtbitare. Inga underarter finns listade i Catalogue of Life.